# Нејтан Невер
Нејтан Невер (енгл. Nathan Never) је италијански научнофантастични стрип којег су креирали Мишел Меда, Антонио Сера и Ђузепе Виња. Своју премијеру имао је јуна 1991. под називом специјални агент Алфе.

## Опис лика и радња стрипа
Нејтан Невер је бивши полицајац којег прогањају бурни духови прошлости узроковани болним догађајима. Његову жену Лауру Лоринг убио је злочинац Нед Мејс и то пред очима њихове ћерке Ен, коју затим отима. Нејтан брзо усева пронаћи кћер, али нажалост њен је ум видно потресен те, да би се заштитио обавија малу Ен велом непробојног аутизма. Од тог тренутка он одлучује да напусти посао полицајца, и постаје специјални агент Алфе. Свет Нејтан Невера је свет једне далеке будућности који се почео изнова градити 2024. године након нуклеарне катастрофе изазване људском глупошћу нуклеарним експериментима у средишту земље, чиме је дошло до битне промене географског изгледа земље. Свет који гледамо у његовим пустоловинама је удаљен 150 година од 2024. године. Главни град у којем живи је метрополa којa се једноставно зове "The City". Налази се на источној обали Америке, изграђен на неколико нивоа. Најнижи ниво је напуштен, то јест ненастањен годинама и назива се "No man's land" (ничија земља) и идеално је обитавалиште најнижег шљама као што су криминалци, одбегли пред законом и мутанти.
Мутанти су бића вештачки створена да би заменила људе у најтежим пословима, када су „одслужили“ своје замењени су ефикаснијим и профињенијим роботима. У Нејтановом свету доста тога је уништено и изопачено. Услед промена географског облика дошло је до промене рељефа, тако да постоје велика пустињска пространства која су прекрили стакленици и битно променили лице земље. Његови најбољи пријатељи су његове колеге с посла. Међу непријатељима са којима се Нејтан сусрео најопаснији је Аристотел Скотос, богати пословни човек који се скрива иза религијске организације. Нејтан се често сусреће са њим и добро су му познате праве намере које се сводe на преузимање потпуне превласти на планети.
Технодроиди су посебна врста полуљуди-полустројева где је дошло до савршеног стапања меса и метала. Ова бића долазе из паралелног свемира у далекој будућности где је Нејтан Невер вођа побуњеника. Његово ратничко име у тој будућности је Немо, а занимљиво је да је његова ћерка Ен потпуно здрава и сама вођа једног одреда у борби против технодроида. 